# Château de Carrigrohane
Le château de Carrigrohane est situé dans le village de Carrigrohane, baronnie de Barretts dans le comté de Cork, en Irlande. Il est situé sur une falaise rocheuse qui surplombe la rivière Lee.

## Histoire
La construction originale du château est attribuée à la famille MacCarthy. Le château est déjà délabré en 1641 pendant les guerres confédérées irlandaises. Il est réparé par la suite et devient la résidence du Rapparee, le Capitaine Cap, et de ses bandits, qui assaillent les voyageurs, et pillent la campagne environnante.

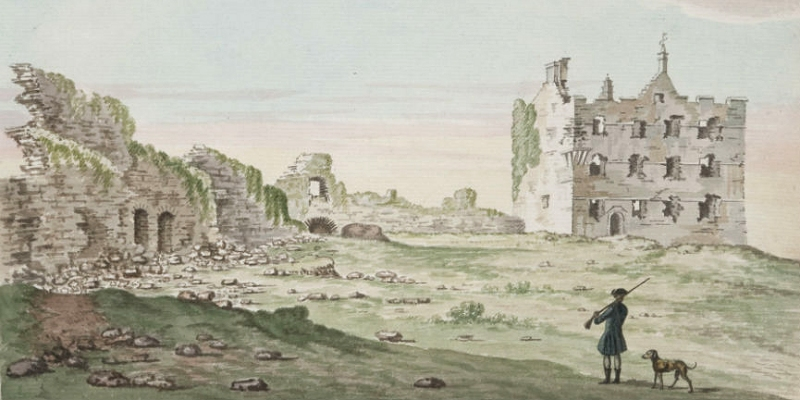
Aquarelle du XVIII de Gabriel Béranger représentant un château de Carrigrohane en grande partie en ruine. Il est restauré au milieu du XIX

À la fin du XVIIIe siècle, il est tombé en ruine et une description du milieu du XIXe siècle le décrit comme composé de "deux structures différenciées par l'âge, l'altitude, la masse et l'architecture - dont la plus grande et la plus ancienne est oblongue, et à trois étages". Le château est reconstitué au milieu le XIXe siècle, par Thomas Newenham Deane et Benjamin Woodward. Des travaux de rénovation supplémentaires sont entrepris au XXe siècle et le château est utilisé comme maison de famille à partir de la fin du XXe siècle,.

## Sources
- Fullarton, The Parliamentary gazetteer of Ireland: adapted to the new poor-law, franchise, municipal and ecclesiastical arrangements, and compiled with a special reference to the lines of railroad and canal communication, as existing in 1814-45, vol. 1, A. Fullarton and co., 1846 (lire en ligne), p. 338